# Rosskarsee
Rosskarsee (tyska: Roßkarsee) är en sjö i Österrike.   Den ligger i förbundslandet Tyrolen, i den västra delen av landet, 500 km väster om huvudstaden Wien. Rosskarsee ligger 2 125 meter över havet. Den högsta punkten i närheten är Großstein, 2 632 meter över havet, väster om Rosskarsee.
Trakten runt Rosskarsee består i huvudsak av gräsmarker. Runt Rosskarsee är det ganska glesbefolkat, med 27 invånare per kvadratkilometer.